# 华南猕猴桃
华南猕猴桃（学名：Actinidia glaucophylla）为猕猴桃科猕猴桃属的植物，是中国的特有植物。分布于中国大陆的湖南、广东、广西等地，生长于海拔1,000米的地区，多生长于谷地、低山、丘陵上的乔木林中、灌丛中或坡地等处都常见生长。

## 变种
- 粗叶猕猴桃（学名：Actinidia glaucophylla var. robusta）为猕猴桃科猕猴桃属华南猕猴桃的变种。分布于中国大陆的广西等地，生长于海拔1,000米的地区，多生长在山谷灌丛中。
- 耳叶猕猴桃（学名：Actinidia glaucophylla var. asymmetrica）是猕猴桃科猕猴桃属华南猕猴桃的变种。分布于中国大陆的广东、广西等地。